# Три мушкетёра (фильм, 1912)
«Три мушкетёра» (фр. Les Trois Mousquetaires) — французский немой приключенческий фильм 1912 года, состоящий из двух частей (La Haine de Richelieu и Le Triomphe de d’Artagnan). Экранизация романа Александра Дюма «Три мушкетёра». Судя по всему, данный фильм не сохранился до наших дней. Режиссёрами являются Андре Кальметта и Анри Поукталя.

## Сюжет
Полнометражная (хотя и несколько театральная) экранизация (около 4000 метров пленки или около 200 минут) романа Дюма.

## В ролях
- Эмиль Деэлли[фр.] — Д’Артаньян
- Марсель Вайберт[англ.] — Атос
- Адольф Канде[фр.] — Портос
- Стеллио — Арамис
- Филипп Гарнье — кардинал Ришельё
- Эми Рейналь — Королева Анна Австрийская
- Анатоль Маркет — Король Людовик XIII
- Гизелла — Констанция Бонасье
- Нелли Кормон[фр.] — Миледи Винтер
- Жан Пейер[англ.] — Джордж Вильерс
- Жак Вольнис — Граф Шарль-Сеза́р де Рошфор
- Ролла Норман[фр.]
- Эдуард де Макс[фр.]
- Édouard Hardoux — Jacques-Michel Bonacieux
- Жан Дюваль — Палач
- Жюльен Клеман — Тюремщик
- Henri Legrand — Планше[фр.]
- Васлин — Жан-Арман дю Пейре, граф де Тревиль